# Clash of the Champions XXIV
Clash of the Champions XXIV fu la ventiquattresima edizione dell'omonimo evento in pay-per-view prodotto annualmente dalla World Championship Wrestling; si svolse il 18 agosto 1993 presso l'Ocean Center di Daytona Beach (Florida).
L'evento è principalmente ricordato per aver incluso il tragicomico debutto di The Shockmaster, definito a posteriori da appassionati e addetti ai lavori come uno dei momenti più e ridicoli e involontariamente comici nella storia del wrestling.

## Evento
Lord Steven Regal sostituì l'infortunato Brian Pillman nel match di coppia per i titoli tag team WCW e NWA contro Arn Anderson & Paul Roma. Il 1º settembre, Anderson e Roma sarebbero stati privati del titolo NWA World Tag Team Championship, a causa del distacco della WCW dalla NWA. Bobby Eaton sostituì Regal, che aveva rimpiazzato Pillman nel match precedente, nell'incontro con 2 Cold Scorpio. Se Vader fosse stato squalificato nel main event, avrebbe perso il titolo in favore di Smith. Cactus Jack aggredì Vader al termine del match.

### Il debutto di The Shockmaster
Nel corso di Clash of the Champions XXIV ebbe luogo uno degli episodi più famigerati e comici della storia del wrestling. La World Championship Wrestling (WCW) aveva recentemente messo sotto contratto Fred Ottman (ex Tugboat e Typhoon in WWF), e la dirigenza aveva deciso di farlo esordire in un match con Sting, Dustin Rhodes e Davey Boy Smith. Avrebbe dovuto essere il loro "partner misterioso" nell'imminente 8-man tag team match contro Sid Vicious, Big Van Vader e gli Harlem Heat al ppv Fall Brawl '93.
(Ottman circa il debutto di Shockmaster)
Durante A Flair for the Gold (uno spazio interviste gestito da Ric Flair), davanti al folto pubblico di Clash of the Champions XXIV, Sting e Smith furono interrogati da Sid e dagli Harlem Heat, che gli chiesero di rivelare l'identità del loro nuovo partner misterioso. Sting esclamò: «Tutto quello che posso dirvi è che verrà a "scioccare" il mondo, perché lui non è altri che [...] lo Shockmaster!». A quel punto la telecamera zummò su una particolare sezione del set dove ardevano due torce appese a una parete. Ottman avrebbe dovuto fare la sua entrata drammatica sfondando la parete. Il suo costume consisteva in una maschera da soldato imperiale di Guerre stellari verniciata d'argento e cosparsa di brillantini, un paio di jeans, e un lungo mantello nero. Ottman, sfondando la parete di cartapesta, inciampò e cadde per terra, perdendo la maschera che rotolò sul pavimento. Mentre cercava affannosamente di rimettersi velocemente l'elmetto, Flair esclamò chiaramente udibile: «Oh, Dio!».
Rialzatosi, Ottman si avvicinò a Sid e agli Harlem Heat, che cercavano di trattenere a stento le risa, prodigandosi in un delirante e sconnesso proclama di presentazione della propria potenza che risultò inevitabilmente comico. Il discorso, doppiato da Ole Anderson, non fece altro che peggiorare ulteriormente la situazione aggiungendo ridicolo al ridicolo. Inutile dire che la gimmick di Shockmaster venne accantonata in breve tempo, dopo un ultimo tentativo di salvare il salvabile facendo interpretare a Ottman il personaggio di "Super Shockmaster", il nipote (?) dell'originale.
La WWE, che ora detiene tutti i diritti di proprietà sul materiale d'archivio della WCW, ha descritto l'esordio di Shockmaster come "uno dei momenti involontariamente più comici nella storia dello sport-spettacolo", e "una delle peggiori figuracce di sempre".

## Risultati
| N. | Risultati                                                                                                   | Stipulazione                                                                                  | Durata |
| -- | --- | --------------------------------------------------------------------------------------------- | ------ |
| 1  | Arn Anderson & Paul Roma sconfiggono Steve Austin & Lord Steven Regal (c) (con Brian Pillman e Sir William) | Tag team match per i titoli NWA World Tag Team Championship e WCW World Tag Team Championship | 10:17  |
| 2  | 2 Cold Scorpio sconfigge Bobby Eaton                                                                        | Single match                                                                                  | 08:05  |
| 3  | Johnny B. Badd sconfigge Maxx Payne                                                                         | Mask vs. Guitar match                                                                         | 12:35  |
| 4  | Ricky Steamboat sconfigge Paul Orndorff (c)                                                                 | Single match per il titolo WCW World Television Championship                                  | 13:29  |
| 5  | Sting & Ric Flair sconfiggono The Colossal Kongs (Awesome Kong & King Kong) (con Harley Race)               | Tag team match                                                                                | 02:14  |
| 6  | Road Warrior Hawk & Dustin Rhodes (con Road Warrior Animal) sconfiggono The Equalizer & Rick Rude           | Tag team match                                                                                | 10:20  |
| 7  | Big Van Vader (c) (con Harley Race) sconfigge Davey Boy Smith                                               | Single match per il titolo WCW World Heavyweight Championship                                 | 11:50  |